# 801
Évszázadok: 8. század – 9. század – 10. század
Évtizedek: 750-es évek – 760-as évek – 770-es évek – 780-as évek – 790-es évek – 800-as évek – 810-es évek – 820-as évek – 830-as évek – 840-es évek – 850-es évek
Évek: 796 – 797 – 798 – 799 –  800 – 801 – 802 – 803 – 804 – 805 – 806

## Események

### Európa
- Aquitániai Lajos (Nagy Károly fia) több hónapos ostrom után elfoglalja a muszlimok védte Barcelonát. A város grófjává a helyi, vizigót származású Berát nevezi ki.
- Földrengés rázza meg Rómát és Spoletót. Az utóbbi városban tartózkodó Nagy Károly frank császár nem sérül meg. Károly nyáron elhagyja Itáliát (ahová már nem tér vissza) és a későbbiekben a korábbinál kevesebb utazással és háborúskodással Aachenből irányítja a birodalmat.
- Itáliai Pippin (Nagy Károly fia) hadjáratot vezet III. Grimoald beneventói herceg ellen és elpusztítja Chietit.
- Eardwulf northumbriai király betör Merciába, mert annak uralkodója, Coenwulf menedéket nyújtott ellenségeinek. Az ellenségeskedésnek a püspökök közvetítésével sikerül véget vetni.
- Coenwulf zsinatot hív össze Chelsea-be. A gyűlés határozataiból csak egy birtokadományozó oklevél maradt fenn.

## Születések
- Al-Kindi, arab filozófus, matematikus
- Ansgar, hamburg-brémai érsek, hittérítő
- Metzi Drogo, Nagy Károly törvénytelen fia

## Halálozások
- Rábia l-Adavíja, szúfi szent

## Fordítás
- Ez a szócikk részben vagy egészben  a(z)   801 című angol Wikipédia-szócikk ezen változatának fordításán alapul.  Az eredeti cikk szerkesztőit annak laptörténete sorolja fel. Ez a jelzés csupán a megfogalmazás eredetét és a szerzői jogokat jelzi, nem szolgál a cikkben szereplő információk forrásmegjelöléseként.